# Hnutí pro obnovu deseti přikázání Božích
Hnutí pro obnovu deseti přikázání Božích (anglicky Movement for the Restoration of the Ten Commandments of God) byla skupina v Ugandě, která se odštěpila od římskokatolické církve koncem 80. let dvacátého století. Mnohé členy a celé vedení sekty katolická církev exkomunikovala, skupina se však nadále považovala za katolíky. Jak již naznačuje název, kladli velký důraz na desatero, jenž šel tak daleko, že doporučovali ani nemluvit, aby se nemohlo stát, že podají falešné svědectví. Věřili rovněž, že přísné dodržování desatera jim pomůže ke zvláštnímu postavení po apokalypse.
Věřili, že při apokalypse bude hrát zvláštní úlohu Panna Maria, sebe považovali za novou archu Noemovu.
V květnu 2000 zemřelo přibližně 300 stoupenců sekty v plamenech hořícího kostela ve vsi Kalingo v západní Ugandě při události, která byla považována za masovou sebevraždu. Při vyšetřování se na pozemcích sekty našly další mrtvoly, takže celkový počet mrtvých je odhadován na 800 až 1000. Některé názory tuto událost považují spíše za masovou vraždu stoupenců vedením sekty.
Některé okolnosti jsou dodnes nevysvětlené.